# YY Водолея
YY Водолея (лат. YY Aquarii) — одиночная переменная звезда в созвездии Водолея на расстоянии (вычисленном из значения параллакса) приблизительно 4636 световых лет (около 1421 парсека) от Солнца. Видимая звёздная величина звезды — от +12,3m до +10m.

## Характеристики
YY Водолея — красная пульсирующая полуправильная переменная звезда типа SRB (SRB) спектрального класса Me. Эффективная температура — около 3709 К.